# Köölü (góry)
Köölü (kirg.: Көөлү кырка тоосу, Köölü kyrka toosu; ros.: Куйлютау, Kujlutau) – pasmo górskie w Tienszanie Centralnym, w Kirgistanie. Rozciąga się na długości ok. 50 km między rzakmi Köölü i Üczköl (w dorzeczu Sarydżazu). Najwyższy szczyt wznosi się na wysokość 5203 m n.p.m. (według innych danych 5281 m n.p.m.). Pasmo zbudowane jest z wapieni, łupków metamorficznych i granitów. Występują liczne lodowce górskie, pola firnowe i piargi.